# 清原長田
清原 長田（きよはら の ながた）は、平安時代初期から前期にかけての皇族・貴族。当初長田王を名乗るが、清原真人姓を与えられ臣籍降下。知太政官事・舎人親王の後裔（曾孫）か。官位は従四位上・加賀守。

## 経歴
天長3年（826年）従五位下に叙爵。天長8年（831年）従五位上。
天長10年（833年）仁明天皇の即位後間もなく伊勢守に任ぜられると、翌承和元年（834年）大和守と仁明朝前半は地方官を務める。承和10年（843年）民部大輔として京官に復すると、承和11年（844年）正五位下、承和14年（847年）従四位下と仁明朝後半は順調に昇進する。この間、承和13年（846年）に子息の基雄が岑成王（舎人親王の曾孫）の子息らと共に、嘉祥2年（849年）には長田王本人が岑成王と共に、清原真人姓を与えられて臣籍降下している。
嘉祥3年（850年）文徳天皇の即位後に大宰大弐に任ぜられる。文徳朝後半は斉衡3年（856年） 従四位上、斉衡4年（857年）刑部大輔と叙任される。
天安2年（858年）清和天皇の即位に前後して刑部大輔を辞任して散位にあったが、即位後間もなく下野守として地方官に転じ、貞観2年（860年）加賀守と、引き続き地方官を務めた。

## 官歴
『六国史』による。
- 時期不詳：正六位上
- 天長3年（826年） 9月13日：従五位下
- 天長8年（831年） 正月7日：従五位上
- 天長10年（833年） 3月24日：伊勢守
- 承和元年（834年） 正月12日：大和守
- 承和10年（843年） 正月12日：民部大輔
- 承和11年（844年） 正月7日：正五位下
- 承和14年（847年） 正月7日：従四位下
- 時期不詳：讃岐守
- 嘉祥2年（849年） 11月2日：臣籍降下（清原真人）
- 嘉祥3年（850年） 正月15日：弾正大弼。3月22日：装束司。4月2日：供僧司（何れも仁明上皇崩御）。5月17日：大宰大弐
- 斉衡3年（856年） 正月7日：従四位上
- 斉衡4年（857年） 2月16日：刑部大輔
- 天安2年（858年） 11月25日：下野守
- 貞観2年（860年） 正月16日：加賀守

## 系譜
- 父：不詳
- 母：不詳
- 妻：不詳
  - 男子：清原基雄[1]
  - 男子：清原惟岳[1]
  - 男子：清原常名[1]